# Ганесан, Индира
Индира Ганесан (англ. Indira Ganesan, род. 1960, Шрирангам, Мадрас) — американская писательница и эссеистка, наиболее известная своими романами «Путешествие» (1990), «Наследство» (1998) и «Сладкий, как мёд» (2013). Выпускница колледжа Вассар и университета Айовы, она получила стипендию Мэри Ингрэм Бантинг в колледже Рэдклифф в 1998 году, а также стипендию Института Пейдена для цветных писателей в 2004 году. Её эссе публиковались в журналах Antaeus, Glamour и Mississippi Review, а также в Newsday. В 2014 году она была членом жюри премии Hemingway Foundation/PEN Award.